# Neffos C9 Max
Neffos C9 Max — смартфон компанії TP-Link, продаж в Україні розпочався у жовтні 2019 року разом із телефоном Neffos C9s.

## Зовнішній вигляд
Телефон виконаний з пластику, матеріал екрану - скло.
Neffos C9 Max на українському ринку продається у 2 кольорах: темно-синій (Dark Blue) та червоний (Red). 
Особливість зовнішнього вигляду телефону - задня поверхня, що змінює колір в залежності від освітлення та її заокруглена форма.
Дисплей Neffos C9 Max на IPS матриці має діагональ 6.09 дюйма із розділовою здатністю 1560x720 (HD+). Екран займає 87,6% всієї передньої панелі та покритий захисним склом 2.5D Gorilla Glass, олеофобного покриття немає.
Співвідношення сторін 19.5:9.

## Апаратне забезпечення
Смартфон працює на базі MediaTek Helio A22 (MT6761). Процесор включає чотири ядра Cortex-A53 з частотою 2.0 ГГц. Використовується технологія TAS для найкращого зв'язку незалежно від положення апарату. Графічний процесор — iGPU PowerVR GE8320 660 МГц.
Neffos C9 Max має внутрішню пам'ять 32 ГБ та оперативну пам'ять — 2 ГБ. Окремий слот для microSD карток дозволяє розширити пам'ять до 128 Гб.
Акумулятор незнімний Li-Ion 3000 мА/г.
Основна камера одинарна 13 Мп з діафрагмою f/2.2. Основна камера має фазовий автофокус, можливість робити знімки з ефектом боке та у нічному режимі. Записує відео у Full HD (1920х1080) зі стереозвуком.
Фронтальна камера 5 Мп (f/2.2) з широким кутом огляду.

## Програмне забезпечення
Neffos C9 Max працює на операційній системі Android 9.0 (Pie).
Смартфон підтримує наступні стандарти зв'язку: 4G LTE; 3G UMTS, WCDMA; 2G EDGE та бездротові інтерфейси: Wi-Fi 5 (802.11 a/b/g/n/ac), Bluetooth 5.0.
Телефон підтримує GPS(A-GPS, GLONASS, GALILEO).

## Комплектація та додаткові функції
Комплектація: гарантія, інструкція, кабель, зарядний пристрій, ключ для слота SIM-карт.
Додатково: розблокування за обличчям, датчик освітлення, датчик наближення, компас, акселерометр, ФМ-радіо.
Ціна в Україні у квітні 2020 року починається з 1944 грн.